# Chłopczyce (przystanek kolejowy)
Chłopczyce (ukr. Хлопчиці, ros. Хлопчици) – przystanek kolejowy w miejscowości Chłopczyce, w rejonie samborskim, w obwodzie lwowskim, na Ukrainie.
Dawniej stacja kolejowa. Istniała przed II wojną światową. Zdegradowana do przystanku w czasach współczesnych.